# S&M (пісня Ріанни)
«S&M» (укр. Садомазохізм) — пісня барбадоської співачки Ріанни, випущена як третій сингл з альбому Loud. Лірика пісні, яка має явне сексуальне підґрунтя в супроводі скандального кліпу дуже сильно вплинули на оцінку роботи в різних країнах, що сказалось на позиціях синглу в міжнародних чартах. Ріанна представила сингл, виконавши його на церемонії вручення премії Brit Awards в 2011 році.

## Формати і трек-лист
- Цифрова дистрибуція[1]

1. «S&M» — 4:03

- Digital download — Remixes[2]

1. «S&M» (Dave Audé Radio) — 3:50
2. «S&M» (Joe Bermudez Chico Radio) — 3:49
3. «S&M» (Sidney Samson Radio) — 3:19
4. «S&M» (Dave Audé Club) — 7:28
5. «S&M» (Joe Bermudez Chico Club) — 5:17
6. «S&M» (Sidney Samson Club) — 6:50
7. «S&M» (Dave Audé Dub) — 6:29
8. «S&M» (Joe Bermudez Chico Dub) — 5:17
9. «S&M» (Sidney Samson Dub) — 6:50

- Digital download — remix single

1. «S&M» (Remix single featuring Britney Spears) — 4:17